# Ralph Ellison
Ralph Waldo Ellison (n. 1 martie 1914, d. 16 aprilie 1994) este un scriitor, critic literar și profesor american.
A scris Omul invizibil ("Invisible Man"), cu care a câștigat Premiul National Book Award în 1953.
A studiat muzica la Institutul Tuskegee. 

## Publicații

### Ficțiune
- Invisible Man (Ed. Random House, 1952) ISBN 0-679-60139-2
- Flying Home and Other Stories (Ed. Random House, 1996) ISBN 0-679-45704-6
- Juneteenth (Ed. Random House, 1999) ISBN 0-394-46457-5
- A Party Down at the Square (Ed. Penguin, 2008) ISBN 0-205-65510-6
- Three Days Before the Shooting (Ed. Modern Library, 2010) ISBN 0-375-75953-6

### Eseuri
- Shadow and Act (Ed. Random House, 1964) ISBN 0-679-76000-8
- Going to the Territory (Ed. Random House, 1986) ISBN 0-394-54050-6
- The Collected Essays of Ralph Ellison (Ed. Modern Library, 1995) ISBN 0-679-60176-7
- Living with Music: Ralph Ellison's Jazz Writings (Ed. Modern Library, 2002) ISBN 0-375-76023-7

### Scrisori
- Trading Twelves: The Selected Letters of Ralph Ellison and Albert Murray (Ed. Modern Library, 2000) ISBN 0-375-50367-6